# Hendrik de Smet
Hendrik de Smet (em latim: Hendricus Smetius; Aalst, 29 de junho de 1537 — Heidelberg, 15 de março de 1614), também aportuguesado como Hendrigo Smetius, foi um médico flamengo do século XVI, professor na Universidade de Heidelberg e fundador do jardim botânico dessa universidade.

## Vida
Filho de um médico, frequentou a escola em Gante, e estudou medicina em Lovaina, Rostock, Heidelberg e finalmente em Bolonha, onde obteve o grau de doutor em 1561. Estabeleceu-se como médico em Antuérpia, mas mudou-se em 1567 para Lemgo, na Renânia do Norte-Vestfália, para se tornar médico do Conde de Lippe, Simão VI (1555-1613). Em 1574 foi uma primeira vez para Heidelberg, cidade a que regressou em 1585, e onde ficou a viver e a ensinar na universidade até à data da morte, em 1614.

## Obra
Entre as suas obras, destacam-se uma “Prosodia” latina, que contou com mais de meia centena de edições entre 1599 e 1719, e uma “Miscellanea medica” (1611). Fundou o jardim botânico de Heidelberg em 1593.

## Principais publicações
- Prosodia quae syllabarum positione & diphtongis carentium quantitates, sola veterum Poetarum auctoritate, adductis exemplis demonstrat. Frankfurt, 1599.
- Miscellanea... medica. Cum praestantissimis quinque medicis. Frankfurt, 1611.